# Chengguan, Yuzhong
Chengguan (kinesiska: 城关) är en köping i nordvästra Kina. Det ligger i Yuzhong härad i provinshuvudstaden Lanzhou i provinsen Gansu, omkring 35 kilometer sydost om centrala Lanzhou.